# مزيد الثلاثي بحرف

أقسام الوزن في اللغة العربية

الفعل الثلاثي المزيد بحرف واحد يأتي على ثلاثة أوزان.

## الأوزان
- أَفْعَل

زيادة همزة القطع في أوله ليصير على وزن (أفعل)، مثل أخرج ـ أكرم ـ أشار ـ أوفى.
- فَعَّل

زيادة حرف من جنس عينه، أي تضعيفها ليصير على وزن (فعّل)، مثل كبّر ـ قدّم ـ ربّى ـ روّح.
- فَاعَل

زيادة ألف بين الفاء والعين ليصير على وزن (فاعل)، مثل جادل ـ دافع ـ واعد ـ ناجى.

## معاني الأوزان
- أَفْعَل

1. التعدية أي جعل الفعل اللازم متعديًا، فالفعل (خرج) مثلا فعل لازم لا يأخذ مفعولًا به، وأنت تقول: خرج زيد. فإذا زدته همزة جعلته متعديًا؛ فتقول: أخرجتُ زيدًا. وهكذا في : جلس وأجلس ـ كرم وأكرم ـ قام وأقام. فإذا كان الفعل المجرد متعديًا لمفعول واحد صار - بزيادة الهمزة - متعديًا لمفعولين، فالفعل (لبس) مثلًا يتعدى لمفعول واحد، وأنت تقول: لبس زيد ثوبا. فإذا زدته همزة جعلته متعديا لمفعولين؛ فتقول: ألبست زيدا ثوبًا. وهكذا في: فهم وأفهم ـ سمع وأسمع. وإذا كان الفعل متعديًا لمفعولين صار - بزيادة الهمزة - متعديًا إلى ثلاثة مفاعل، فالفعل (علم) مثلًا - إذا كان بمعنى أيقن - يتعدى إلى مفعولين، وأنت تقول: علمت زيدًا كريمًا. فإذا زدته همزة، جعلته متعديًا إلى ثلاثة مفاعيل؛ فتقول: أعلمت عمرًا زيدًا كريمًا.
2. الدخول في الزمان أو المكان وذلك مثل أصبح: دخل في الصباح. أمسى: دخل في المساء. أمصر: دخل في مصر. أصحر: دخل في الصحراء. أبحر: دخل في البحر.
3. 'الدلالة على أنك وجدت الشيء على صفة معينة وذلك كأن تقول: أكرمت زيدًا. وأنت تعني: وجدت زيدًا كريمًا. وكذلك: أبخلته أي وجدته بخيلًا. وأجبنته أي وجدته جبانًا.
4. الدلالة على السلب ومعناه أنك تزيل عن المفعول معنى الفعل، فإذا قلت مثلًا: شكا زيد. فإنك تثبت أن له شكوى، فإذا زدت الفعل همزة وقلت: أشكيت زيدا، صار المعنى: أزلت شكواه. وهكذا في: أعجمت الكتاب أي أزلت عجمته.
5. الدلالة على استحقاق صفة معينة وذلك مثل أحصتُّ الزرع: استحق الحصاد. أزوجت الفتاة: استحقت الزواج.
6. الدلالة على الكثرة وذلك مثل أشجر المكان: كثر شجره. أظبأ المكان: كثرت ظباؤه. أسد المكان: كثرت أسوده.
7. الدلالة على التعريض أي أنك تعرض المفعول لمعنى الفعل، وذلك مثل أبعت المنزل: عرّضته للبيع. أرهنت المتاع: عرّضته للرهن.
8. الدلالة على أن الفاعل قد صار صاحب شيء مشتق من الفعل وذلك مثل أثمر البستان: صار ذا ثمر. أورقت الشجرة: صارت ذات ورق.
9. الدلالة على الوصول إلى العدد وذلك مثل أخمس العدد : صار خمسة. أتسعت البنات: صرن تسعًا

- فعَّل

1. الدلالة على التكثير والمبالغة وذلك مثل طوّف : أكثر الطواف. قتّل : أكثر القتل. وهكذا في غلّق ـ ذبّح ـ موّت.
2. التعدية وذلك مثل فرح زيد، وفرّحته. خرج زيد، وخرّجته. فإذا كان الفعل متعديًا لمفعول واحد، صار متعديا لمفعولين مثل فهم زيد الدرس، وفهّمته الدرس. وهكذا في علم وعلّم، سمع وسمّع، أكل وأكّل.
3. الدلالة على التوجه مثل شرّق: توجه شرقًا. غرّب : توجه غربًا.
4. الدلالة على أن الشيء قد صار شبيهًا بشيء مشتق من الفعل مثل قوّس فلان: صار مثل القوس. حجّر الطين: صار مثل الحجر.
5. الدلالة على النسبة مثل كفّرت فلانا: نسبته إلى الكفر. كذّبته: نسبته إلى الكذب.
6. الدلالة على السلب مثل قشّرت الفاكهة: أزلت قشرتها. قلّمت أظافري: أزلت قلامتها.
7. اختصار الحكاية وذلك مثل كبّر: قال الله أكبر. هلّل: قال لا إله إلا الله. لبّى: قال لبيك. سبّح: قال سبحان الله. أمّن: قال أمين.

- فَاعَل

1. المشاركة وهي الدلالة على أن الفعل حادث من الفاعل والمفعول معا ، فأنت إذا قلت مثلًا ضرب زيد عمرا. كان معنى هذه الجملة أن زيدا ضرب عمرا ، أي أن الضرب حادث من زيد وحده أما إذا قلت ضارب زيد عمرا. كان معنى الجملة أن زيدا ضرب عمرا كما أن عمرا ضرب زيدا، فالضرب حادث من الاثنين. وهكذا في: قاتل ـ لاكم ـ جالس.
2. المتابعة وهي الدلالة على عدم انقطاع الفعل، مثل واليت الصوم. تابعت الدرس.
3. الدلالة على أن شيئًا صار صاحب صفة يدل عليها الفعل وهذا مثل قولنا عافاه الله: جعله ذا عافية. كافأت زيدا: جعلته ذا مكافأة. عاقبت عمرا: جعلته ذا عقوبة.
4. وقد يدل (فاعل) على معنى (فعل) كقولنا سافر ـ هاجر ـ جاوز.[1]